# Vega del Codorno
Vega del Codorno é um município da Espanha na província de Cuenca, comunidade autónoma de Castilla-La Mancha, de área 23,08 km² com população de 214 habitantes (2004) e densidade populacional de 9,27 hab/km².

## Demografia
| Variação demográfica do município entre 1991 e 2004 | Variação demográfica do município entre 1991 e 2004 | Variação demográfica do município entre 1991 e 2004 | Variação demográfica do município entre 1991 e 2004 |
| --------------------------------------------------- | --------------------------------------------------- | --------------------------------------------------- | --------------------------------------------------- |
| 1991                                                | 1996                                                | 2001                                                | 2004                                                |
| 271                                                 | 241                                                 | 240                                                 | 214                                                 |